# Roggia Vernavola
La Vernavola (o Vernaola, nome derivante forse dal celtico verna, "ontano") è un piccolo corso d'acqua, lungo circa 15 km, che nasce nel comune di San Genesio ed Uniti e, arrivato a Pavia, confluisce nel fiume Ticino. Attorno ad esso si è sviluppato il Parco della Vernavola, la zona verde più estesa della città di Pavia, istituita nel 1985.
La vegetazione spontanea è formata dalle specie vegetali tipiche della pianura padana: farnia, olmo, pioppo nero, pioppo bianco, frassino maggiore, biancospino, ontano, acero campestre, oltre che robinie.
Nella zona del parco, la Vernavola si allarga a formare uno stagno, popolato da aironi, cigni, germani reali, gallinelle d'acqua, tartarughe e nutrie. Le stesse specie animali, insieme upupe, martin pescatore, fagiani, lepri, volpi e cinghiali, popolano un po' tutto l'areale della Vernavola.

## Descrizione
La Vernavola si origina dalla confluenza di risorgive e canali irrigui all'interno dell'abitato di San Genesio ed Uniti, pochi chilometri a nord di Pavia. Nel suo primo tratto segue un percorso nord-sud attraverso l'omonimo parco urbano; all'altezza di via Torretta- via Vigentina devia verso est e scorre in un'ampia isola verde, racchiusa tra i rioni Vallone, Crosione e San Giovannino. Attraversa poi la zona di San Pietro in Verzolo e arriva in ambito golenale: dopo aver imboccato il tracciato di un antico meandro del Ticino, sfocia nel fiume stesso.
Con un percorso di circa 15 chilometri la roggia sviluppa tutti gli aspetti caratteristici del corso d'acqua planiziale, anche se in scala ridotta, andando a formare una propria valle fluviale di circa 400 ettari. L'alveo bagnato è largo circa 8 metri nei tratti a valle di Pavia e quasi 5 metri in quelli a monte.
Nonostante il suo corso attraversi la città da nord a sud-est, la Vernavola conserva lunghi tratti che presentano interessanti aspetti di naturalità. La forte compenetrazione con la realtà urbana diventa un elemento di interesse peculiare, perché rende la Vernavola accessibile da diversi punti della città e, quindi, potenzialmente molto fruibile, soprattutto perché conserva ambiti naturali poco compromessi dalla presenza antropica.
Il tratto superiore della Vernavola, tra San Genesio e la Torretta, è incluso nel Parco Comunale istituito nel 1984. Quest'area verde urbana, seguita da più di vent'anni con interventi di manutenzione, unisce gli scopi di salvaguardia della natura a quelli di risorsa per le attività ricreative, sportive e culturali.
Gli aspetti interessanti del corso d'acqua non si esauriscono all'interno del Parco: attraversando la città, e più a sud verso la foce, si ritrovano situazioni ambientali di notevole interesse naturalistico, che risultano meno conosciute.
Uno degli ambienti più ricchi è rappresentato dalla vasta area a sud dei rioni di San Pietro in Verzolo e Montebolone, corrispondente alla golena del Ticino. Nello spazio di pochi chilometri quadrati è possibile osservare numerosi fenomeni legati alle dinamiche morfologiche golenali e agli interscambi con le falde, inoltre nell'area si trovano anche alcune specie vegatali rare e protette, come il Leucojum aestivum.

## Storia
Nei dintorni di San Genesio, presso la Vernavola, forse già in età preromana, sorgeva un santuario campestre, dato che furono rinvenute due tavolette bronzee di età romana contenenti ricette mediche e prescrizioni culturali legate alle divinità delle acque. Sulle rive della Vernavola, data la vicinanza alla città, fin dal X secolo, sorsero numerosi mulini e folle, impianti dove venivano lavorati i panni di lana. Nel 1154 lungo le sue rive si svolse la battaglia della Vernavola, nella quale i pavesi combatterono contro i milanesi e i loro alleati. A partire dal 1360, una parte della Vernavola fu inserita nel parco Visconteo, vasta area di caccia riservata ai duchi di Milano, circondata da mura e torri che univa il castello di Pavia alla Certosa. All'interno del parco Visconteo venne combattuta la battaglia di Pavia del 1525.

## Galleria d'immagini

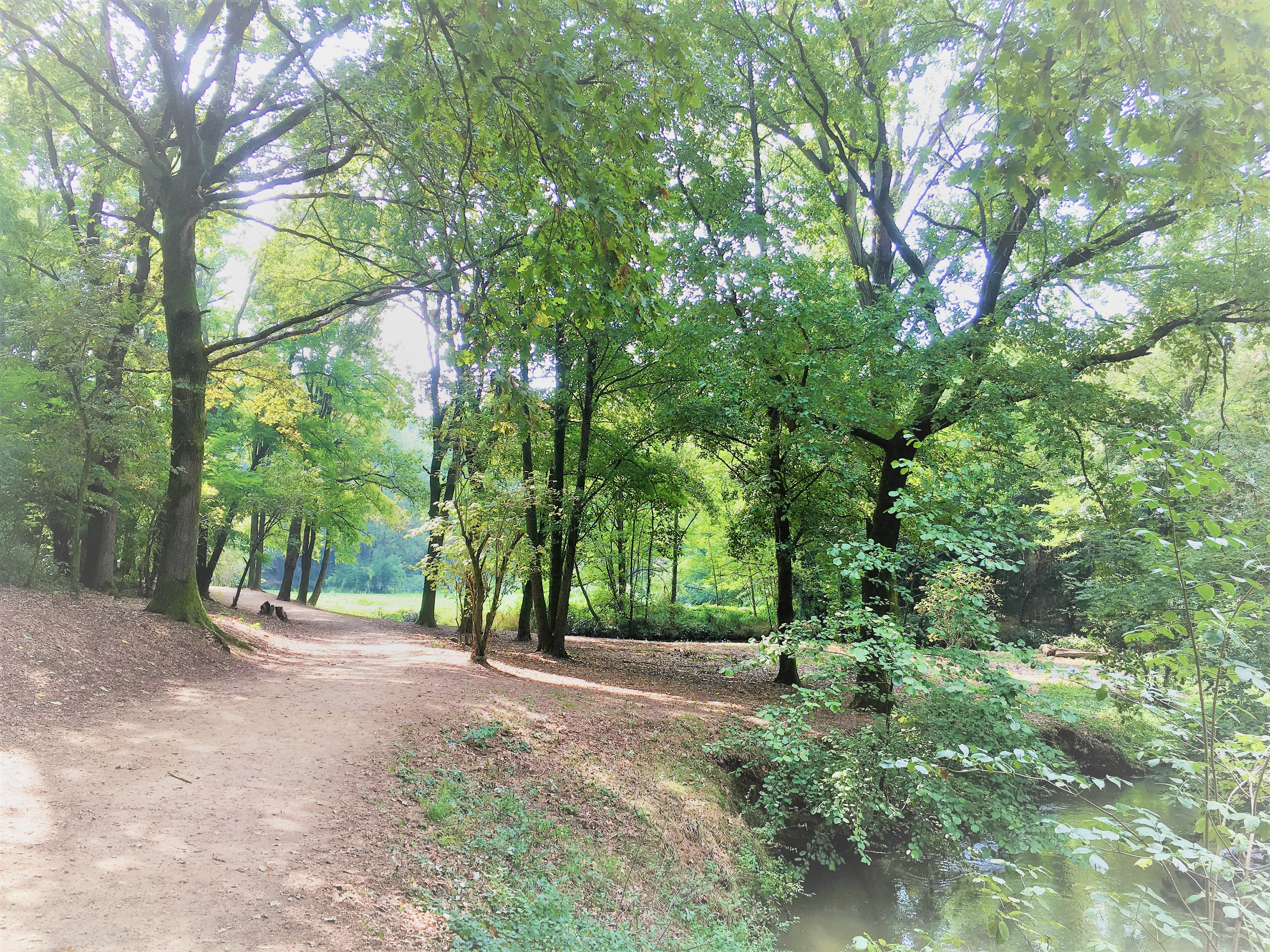
Il parco della Vernavola
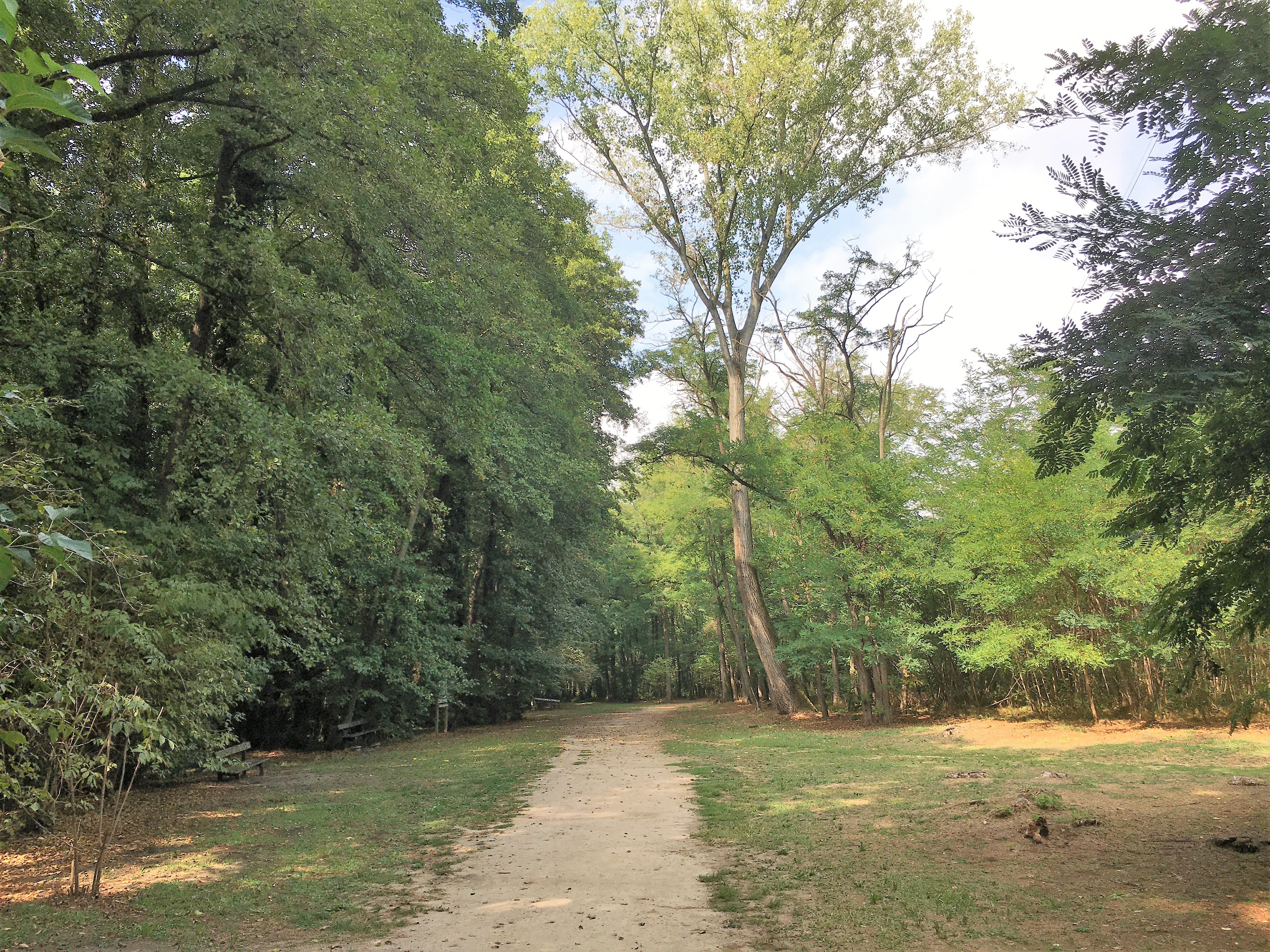
Bosco di ontani, Parco della Vernavola
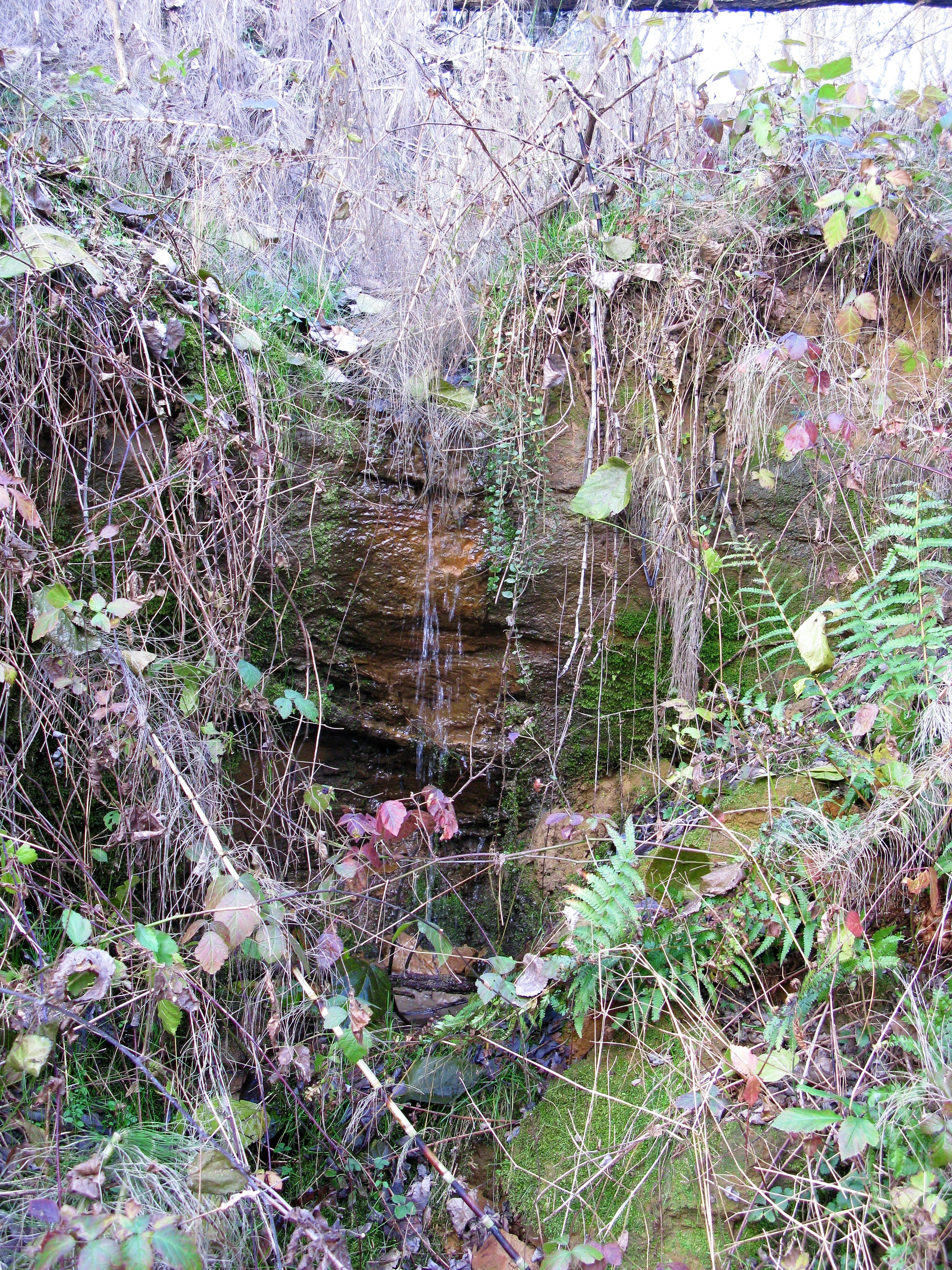
Acque sorgive presso Montebolone
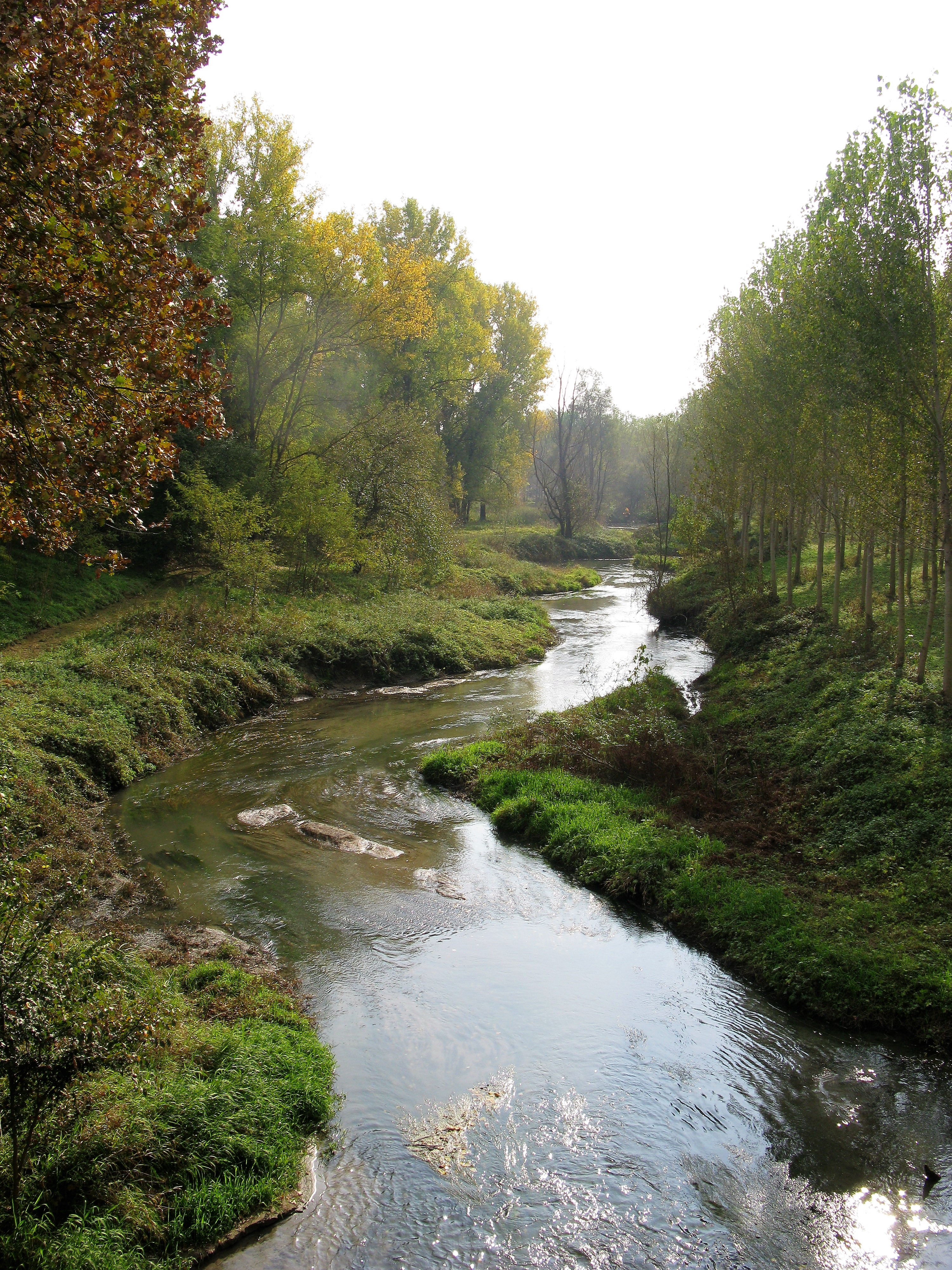
Il tratto finale verso la foce in Ticino
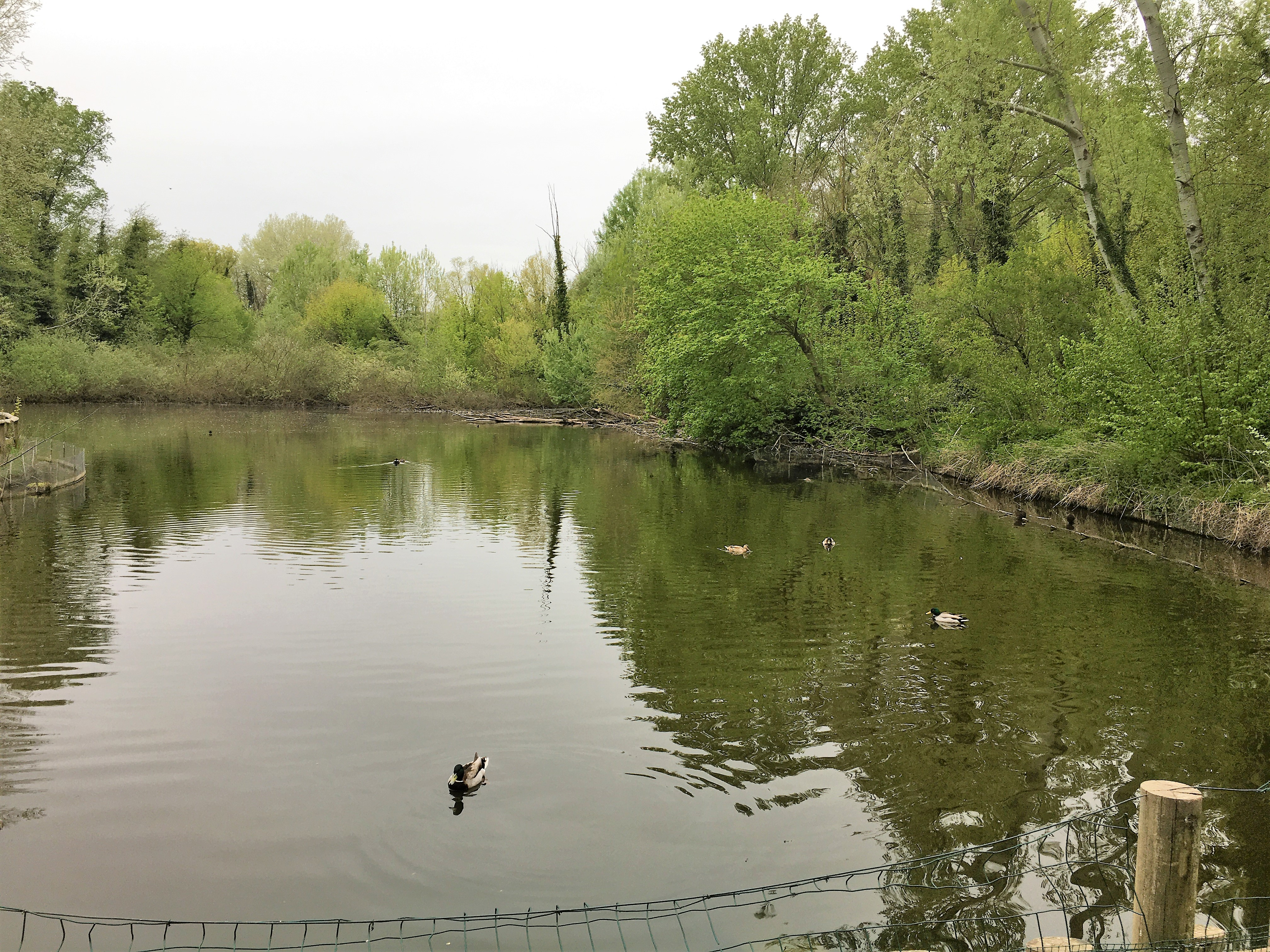
Il laghetto presso la Torretta
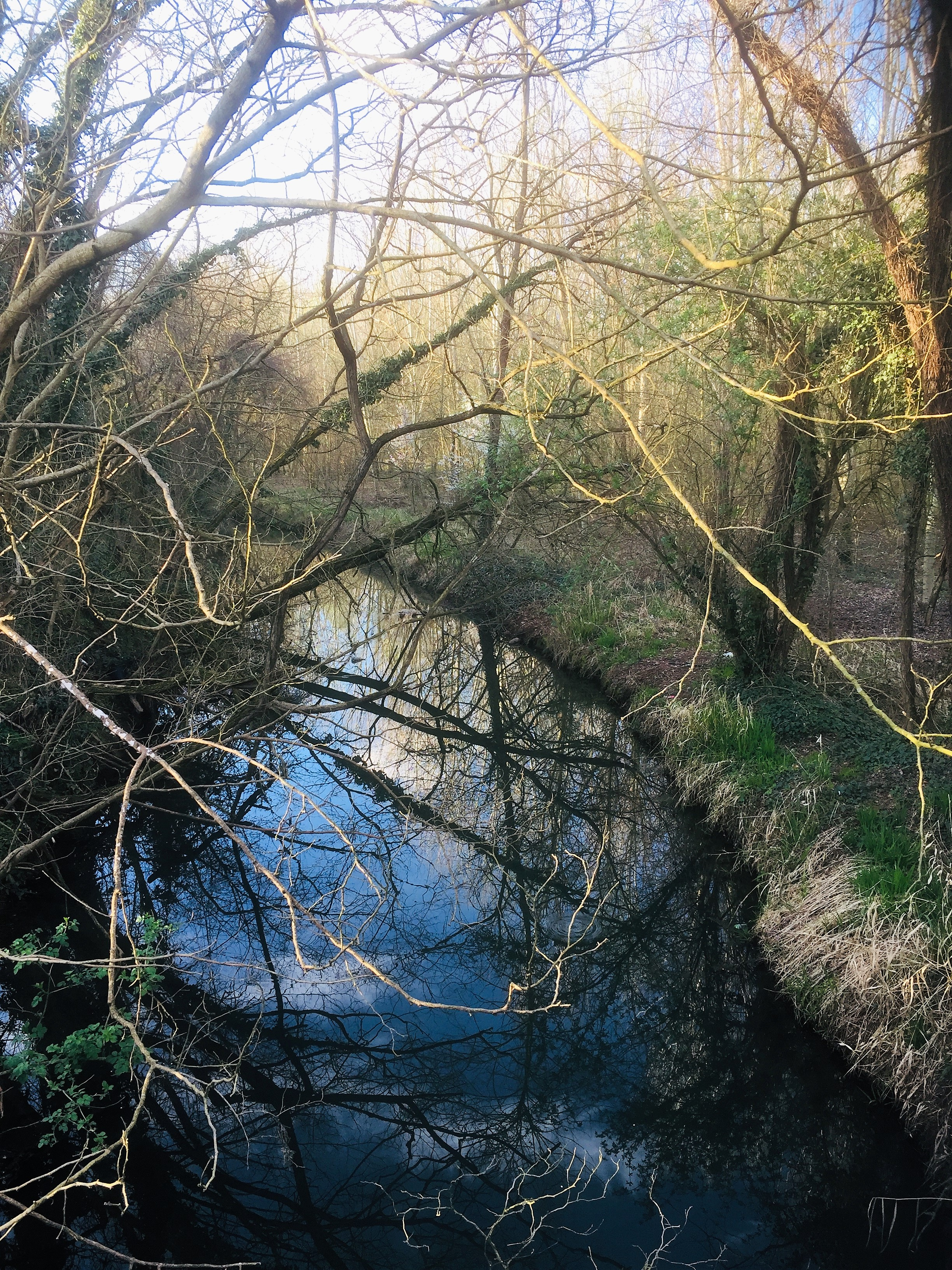
Immagine autunnale della Vernavola
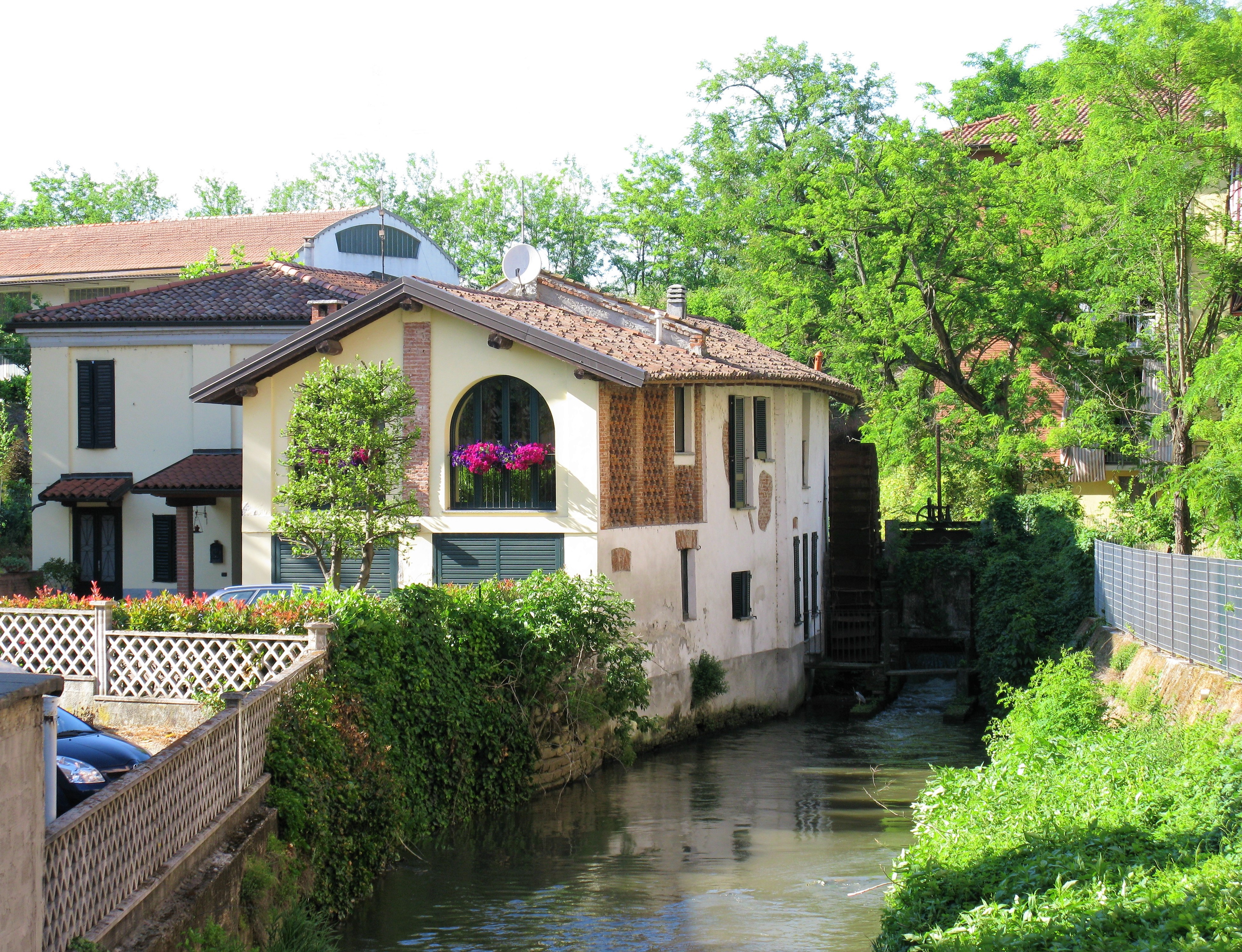
Mulino sulla Vernavola, via San Pietro in Verzolo
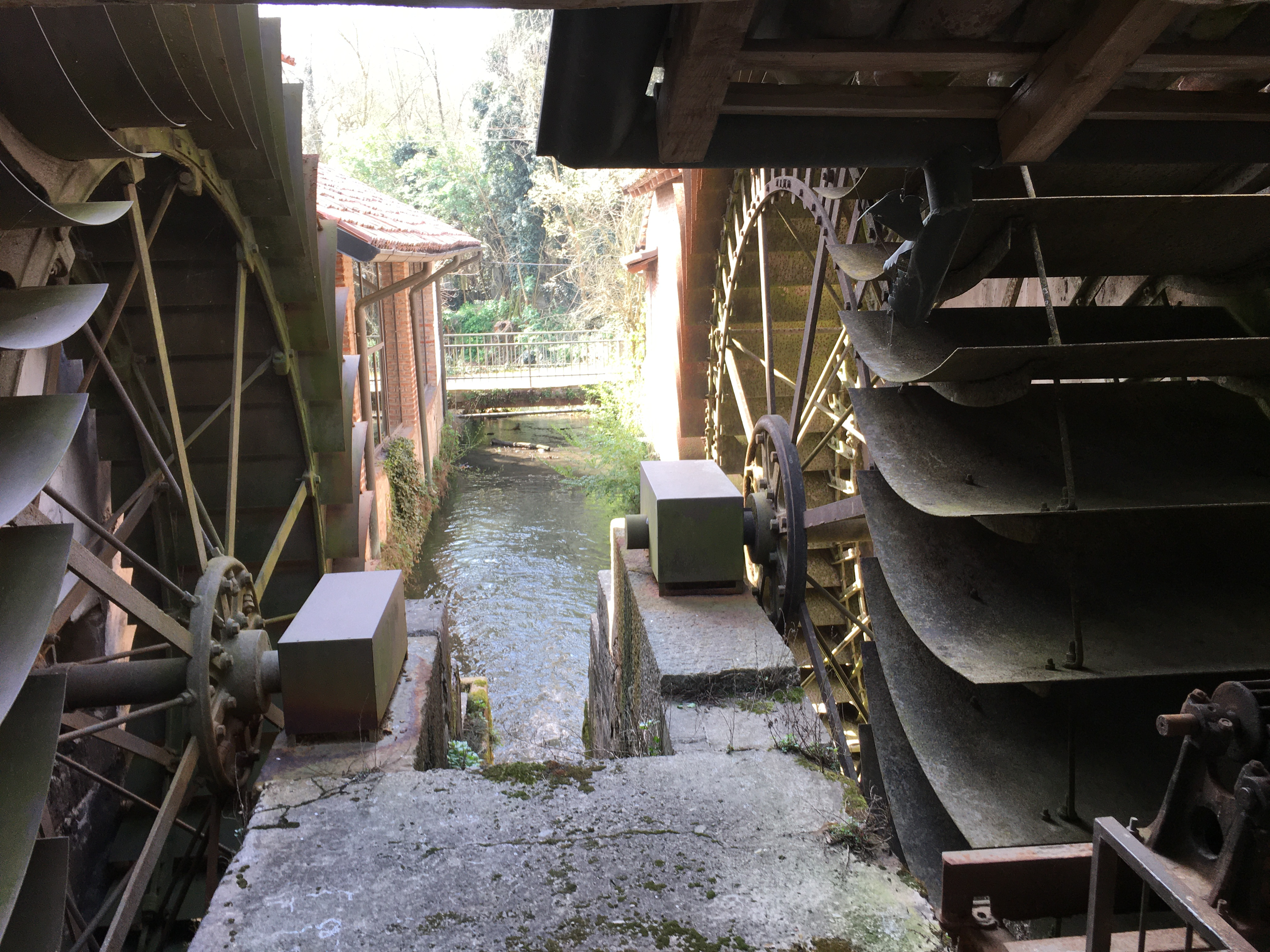
Mulino Ferrari
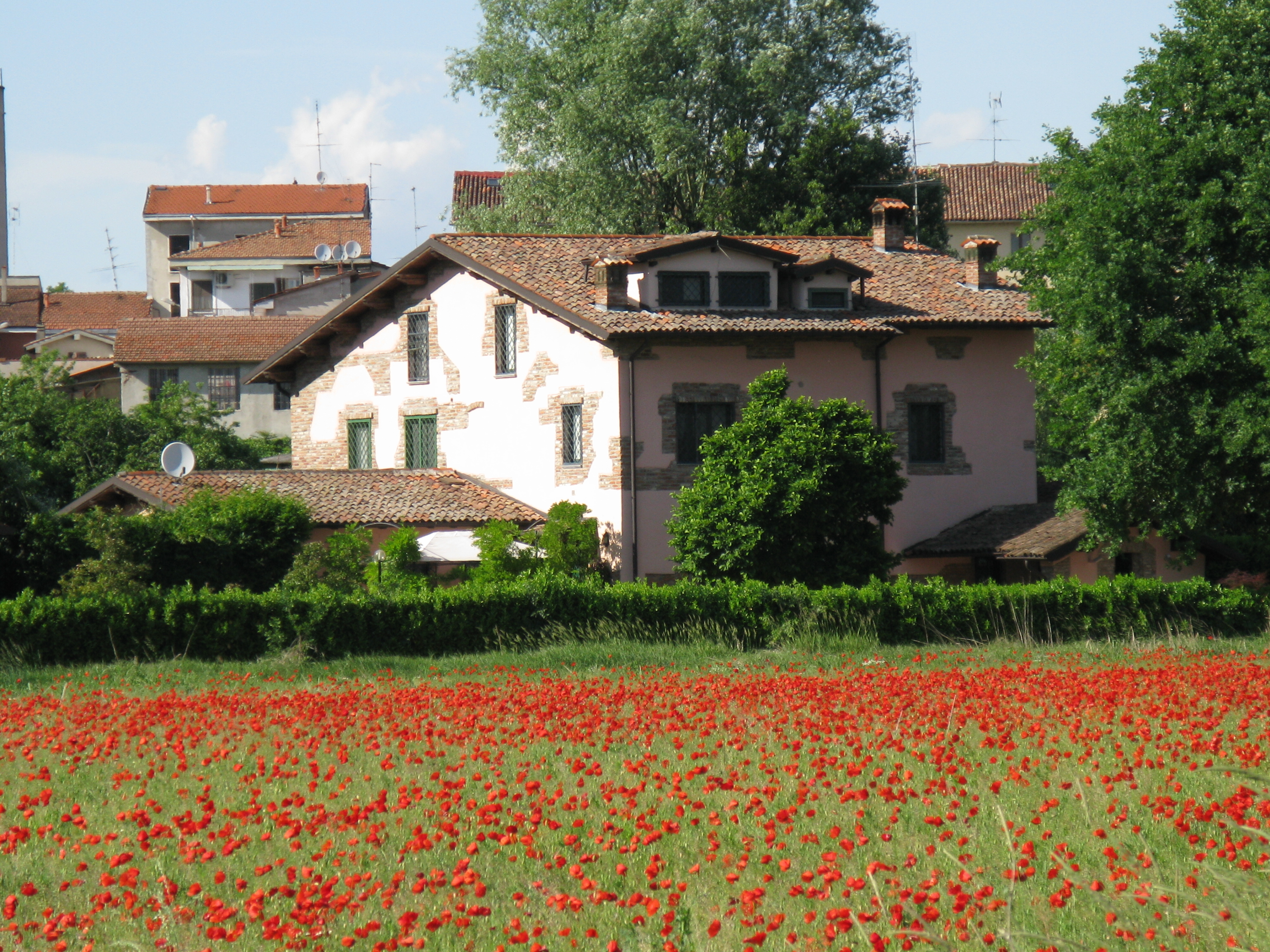
Mulino della Valbona
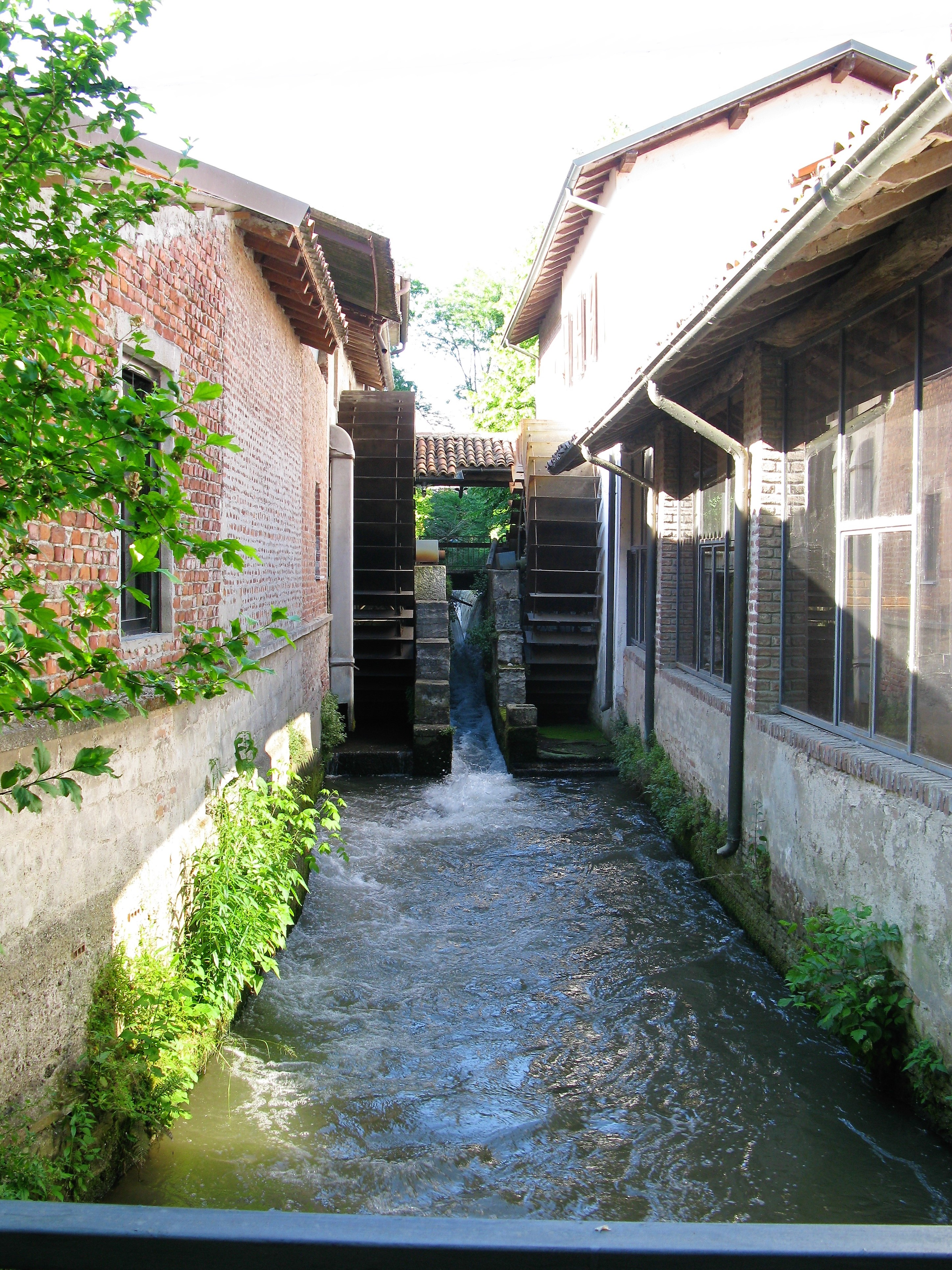
Mulino Ferrari